# Tezele din aprilie
Liderul bolșevic Vladimir Ilici Lenin s-a întors în capitala Rusiei, Petrograd, pe 3 aprilie 1917, la o lună de la victoria Revoluția din Februarie care a adus la putere Guvernul provizoriu de orientare liberal. El a făcut o analiză  direcției în care ar trebui să se îndrepte politica rusească în faimoasele Teze din aprilie publicate în ziarul Pravda.
Tezele se ocupau de o mare varietate de probleme – de exemplu, poziția bolșevicilor față de primul război mondial,  poziția comuniștilor față de Guvernul provizoriu, problemele guvernării viitoare a Rusiei și viitorul bolșevicilor. 
Lenin propunea necooperarera cu Guvernul provizoriu "burghez",  opoziția față de război, (conform principiului că războiul este întreținut de guvernele burgheze care apără interesele burgheziei), și desființarea poliției, armatei și a birocrației de stat care, argumenta el, apăra numai interesele celor bogați. Lenin aducea, de asemenea, argumente împotriva democrației parlamentare și propunea controlul muncitoresc al statului prin sistemul sovietelor.
În aceleași theses, Lenin afirma că a venit timpul pentru bolșevici să ia în considerație problema schimbării numelui pentru a se disocia de curentul social democrației europene, deoarece aprecia foarte mulți lideri social-democrați se discreditaseră prin sprijinul oferit țărilor lor pentru participarea la război. Acesta a fost argumentul pe care el l-a folosit pentru prima oară în broșura din 1915 Socialismul și Războiul unde i-a numit pe social-democrații favorabili războiului șovini social.
Cele mai multe dintre argumentele tezelor lui Lenin erau adresate în principal bolșevicilor decât rstului populației. După evenimentele revoluției din februarie, liderii bolșevicilor reîntorși din exil, așa precum erau Iosif Vissarionovici Stalin și Lev Kamenev, erau favorabili unei linii mai moderate, conform căreia implicarea Rusiei în război ar putea fi justificată și ar putea să existe un anumit grad de cooperare cu liberalii. Argumentele lui Lenin erau aceleași cu cele ale liderilor bolșevici aflați în Petrograd în timpul desfășurării revoluției din februarie, lideri așa cum erau Alexandr Șliapnikov.
Lenin a reușit să-i convingă pe bolșevici de justețea argumentelor sale din Tezele din Aprilie, acestea asigurând principalul fundament ideologic pentru acțiunile care au dus la cucerirea puterii de către comuniști prin Revoluția din Octombrie.